# Лассіна Дао
Лассіна Дао (фр. Lassina Dao, нар. 6 лютого 1971) — івуарійський футболіст, що грав на позиції захисника, зокрема за національну збірну Кот-д'Івуару, у складі якої — володар Кубка африканських націй 1992 року.

## Клубна кар'єра
У дорослому футболі дебютував 1988 року виступами за команду «АСК Буаке», в якій провів три сезони. 
Своєю грою за цю команду привернув увагу представників тренерського штабу клубу «АСЕК Мімозас», до складу якого приєднався 1991 року. Відіграв за абіджанську команду наступні шість сезонів своєї ігрової кар'єри. Згодом у 1998–2002 роках захищав кольори «Африка Спортс». 
Завершив ігрову кар'єру у саудівському «Аль-Іттіхаді», за який захисник виступав протягом 2002—2004 років.

## Виступи за збірну
1991 року дебютував в офіційних матчах у складі національної збірної Кот-д'Івуару.
У складі збірної був учасником Кубка африканських націй 1992 року в Сенегалі, де івуарійці здобули титул континентальних чемпіонів. Це дозволило їм стати учасниками тогорічного розіграшу Кубка конфедерацій, де Дао також був у заявці команди. 
Згодо брав участь ще у чотирьох Кубках африканських націй — 1994 року в Тунісі, де разом з командою здобув «срібло», 1996 року в ПАР, 1998 року у Буркіна Фасо, а також 2000 року в Гані та Нігерії.
Загалом протягом кар'єри в національній команді, яка тривала 10 років, провів у її формі 27 матчів, забивши 2 голи.

## Титули і досягнення
- Чемпіон Саудівської Аравії (1):

«Аль-Іттіхад»: 2003
- Володар Кубка африканських націй (1):

Кот-д'Івуар: 1992